# Château de Pierrecharve
Le château de Pierrecharve, iennement Pierre-Charve, est une ancienne maison forte du XIIIe siècle, dont les vestiges se dressent sur la commune de Mûres une commune française, dans le département de la Haute-Savoie et la région Auvergne-Rhône-Alpes.
Il est l'un des sept châteaux, avec Châteauvieux, Le Donjon, Montconon, Montdésir, Montvuagnard et Montpon, qui assuraient la défense d'Alby. Ces châteaux constituaient un système défensif permettant de contrôler le passage du torrent.

## Situation
Le château de Pierrecharve est situé sur la commune de Mûres, au lieu-dit Pierre-Charve. Il est installé sur un rocher de molasse de 40 m de haut. Il contrôlait le passage sur le Chéran par un très ancien pont de bois démontable en cas d'invasion, qu'il domine, le long de l'ancienne route d'Alby à Mûres.

## Historique

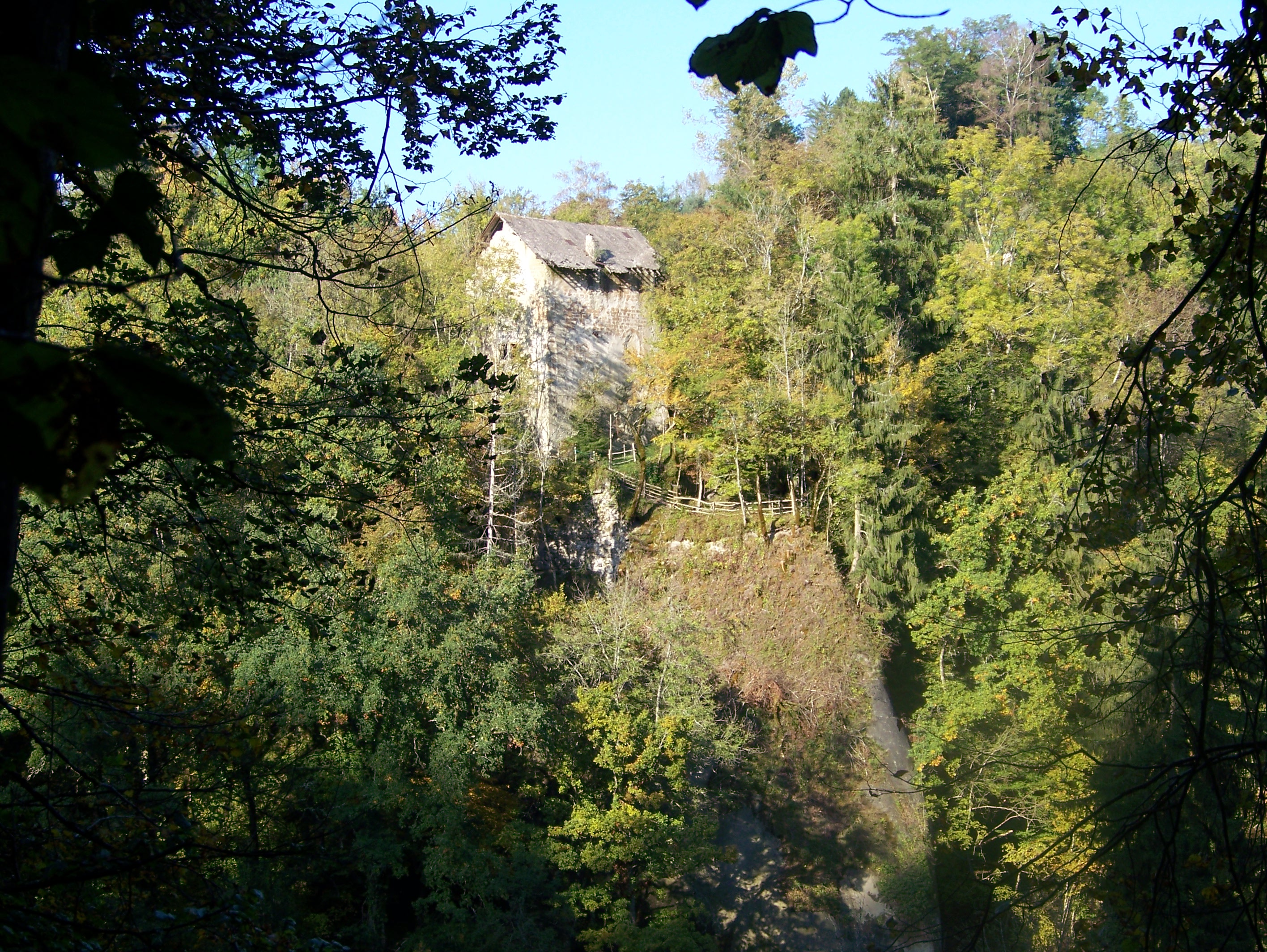
Le château de Pierrecharve (état avant l'effondrement de la tour) vu depuis la falaise avec la terrasse dite "la proue du navire".

Pierrecharve, anciennement Pierre-Charve et signifiant « pierre chauve »,,, est mentionné pour la première fois à l'extrême fin du XIIIe siècle, en 1297,.
En cette année 1297, le château entre en possession de Guillaume Paradin,. Ce dernier le donne à Jean de Genève, seigneur d'Alby, en 1353,.
Il passe ensuite à la famille de La Rochette, originaires de Savoie, qui le gardent jusqu'en 1550. Se succèdent : Jean de La Rochette, époux d'Isabelle de Revorée, puis Jeanne de La Rochette vers 1450, fille de Jean et épouse de Claude Ier de Langins, vînt ensuite Jacques de La Rochette vers 1477, vidomne d'Alby, époux de Marguerite de La Rochette, autre fille de Jean de La Rochette, puis Jacqueline de La Rochette, fille de Jacques, épouse de François de Montfalcon, et enfin leur fils Jacques de Montfalcon, mort sans postérité en 1550. Ses biens sont transmis à son frère Sébastien de Montfalcon, évêque de Lausanne, qui le laisse à leur sœur.
Le château passe alors en 1558 aux mains de la famille de Montvuagnard en la personne d'Alexandre de Montvuagnard, fils d'Anthelme de Montvuagnard, seigneur de Boëge et de Jeanne de Montfalcon, sœur de l'évêque. Son fils, Sébastien de Montvuagnard, en hérite et le transmet en 1621 à son propre fils Prosper de Montvuagnard qui vend le château et la vidomnat d'Alby aux mandements de Rumilly et de Marcellaz.
Prennent alors possession du château les Beaufort, avec Jean de Beaufort, seigneur d'Héry et de Marthod, puis sa fille Jeanne de Beaufort, épouse de François de Peysieu, seigneur de Salagine et de Villette. Morte sans descendance, le château reste la propriété de son mari qui le vend en 1653 à François Melchior de Montvuagnard,. Sa deuxième fille Prospère de Montvuagnard, sœur bernadine à Annecy, lègue le château au colonel Victor de Mareschal Duyn, marquis de Saint-Michel, époux de Catherine de Charmoisy, petite-fille de Louise Duchatel, la "Philotée" de saint François de Sales.
À la mort de Catherine de Charmoisy, son fils Henri de Mareschal Duyn qui a hérité du château en 1702 le vend en 1726 à Charles de Granery/Grenery [Graneri], marquis de La Roche,. Ce dernier le revend en 1788 pour la somme de 3 316 livres au révérend Philibert Simond, vicaire de Rumilly, député du Bas-Rhin à la Convention nationale, guillotiné à Paris, le 14 avril 1794. Ses sœurs, Jeanne et Michelle Simond, le lèguent à l'hôpital de Rumilly qui le revend aux enchères. Les nouveaux propriétaires sont Genoud d'Alby et Joseph Gruffy.
Le site devient une carrière de pierre. Le donjon carré est rabattu de plus de huit mètres. En 1827, la tour sert d'entrepôt à une ferme.
Les familles Fressinet et Terry, nouveaux propriétaires, le cèdent en 2007 par bail emphytéotique, pour une durée de 40 ans, à l'association des Compagnons du château de Pierrecharve[réf. à confirmer].
Habité jusque dans les années 1960, il est resté à l'abandon durant de nombreuses années. L'association « Les Compagnons du Château de Pierrecharve » a entrepris depuis 2006 de réhabiliter le site. Elle a eu pour projet la création d'un achéo-site, afin de recréer l'habitat d'un petit seigneur du XIIIe siècle, avec la restauration de la tour et la construction d'un hameau pédagogique au pied de la « Pierre Chauve ». Celui-ci aurait compris une ferme et les diverses activités liées au service du seigneur.[réf. nécessaire]
Entre 2015 et 2017, le toit de la maison forte s'est écroulé, ne laissant paraître aujourd’hui qu'une ruine. Devant ce constat, les membres de l'association décidèrent de passer la main à une autre compagnie. En cause, depuis 2018, l'association des compagnons de Pierrecharve est détenue par un groupe de viking. Les membres de l'association ont déclaré ne pas pouvoir restaurer la maison forte, car cela demandait des moyens financiers colossaux, mais s'attache à créer un village, un camp de vie privée. L'association parcourt maintenant les départements de Haute-Savoie, Savoie et Isère pour se donner en représentation, notamment sur l'histoire, les eusses et coutumes des vikings, mais aussi pratique un sport de combat nommé le Eastern style reproduisant les combats à l'époque viking.[réf. nécessaire]

## Description
L'érudit Coutin (1927) décrit ainsi les restes du château : « Ce qui reste de Pierrecharve est encore très imposant à l'heure actuelle. C'est une tour rectangulaire de 4 mètres sur 5 environ et 10 mètres de hauteur, bâtie en moellons de molasses sur un monolythe de grés de 7 à 8 mètres de hauteur. La porte du rez-de-chaussée était primitivement romane et dans la suite on a greffé un arc ogival pour en réduire la hauteur. Les fenêtres du 1{{}}er et 2e étage sont à meneaux à 4 compartiments, du XVIe siècle. »
Il ne reste, actuellement, qu'une tour rectangulaire, en partie en ruine, haute encore de 17 mètres dominant la rivière du Chéran. On accède à la tour par une porte ogivale et les étages s'éclairent par des fenêtres à croisée, de la fin du XVIe siècleo ou du début du siècle suivant. 